# Просфора
Просфора (грч. πρόσφορον — «приносим») је квасни хлеб кружног облика који се користи се при служењу литургије у православној цркви. Из просфоре се на проскомидији вади Агнец. Просфора, заједно са вином, представља дар Цркве Богу. Ти дарови се, на Литургији, узносе Богу, да би се потом као освећени, као Тело и крв Христова, раздавали народу.